# Lygdamis (Vater der Artemisia)
Lygdamis (altgriechisch Λύγδαμις Lýgdamis) war Vater der Artemisia I. und wahrscheinlich deren Vorgänger als Dynast über die Polis Halikarnassos unter persischer Oberhoheit. Seine Herrschaft übte er im frühen 5. Jahrhundert v. Chr. aus, bevor seine Tochter als Vormund für ihren unmündigen Sohn Pisindelis die Rolle der Dynastin übernahm.